# Zagorje, Pivka
Zagorje je naselje v Občini Pivka.